# Liste der Erzbischöfe und Bischöfe von Mainz

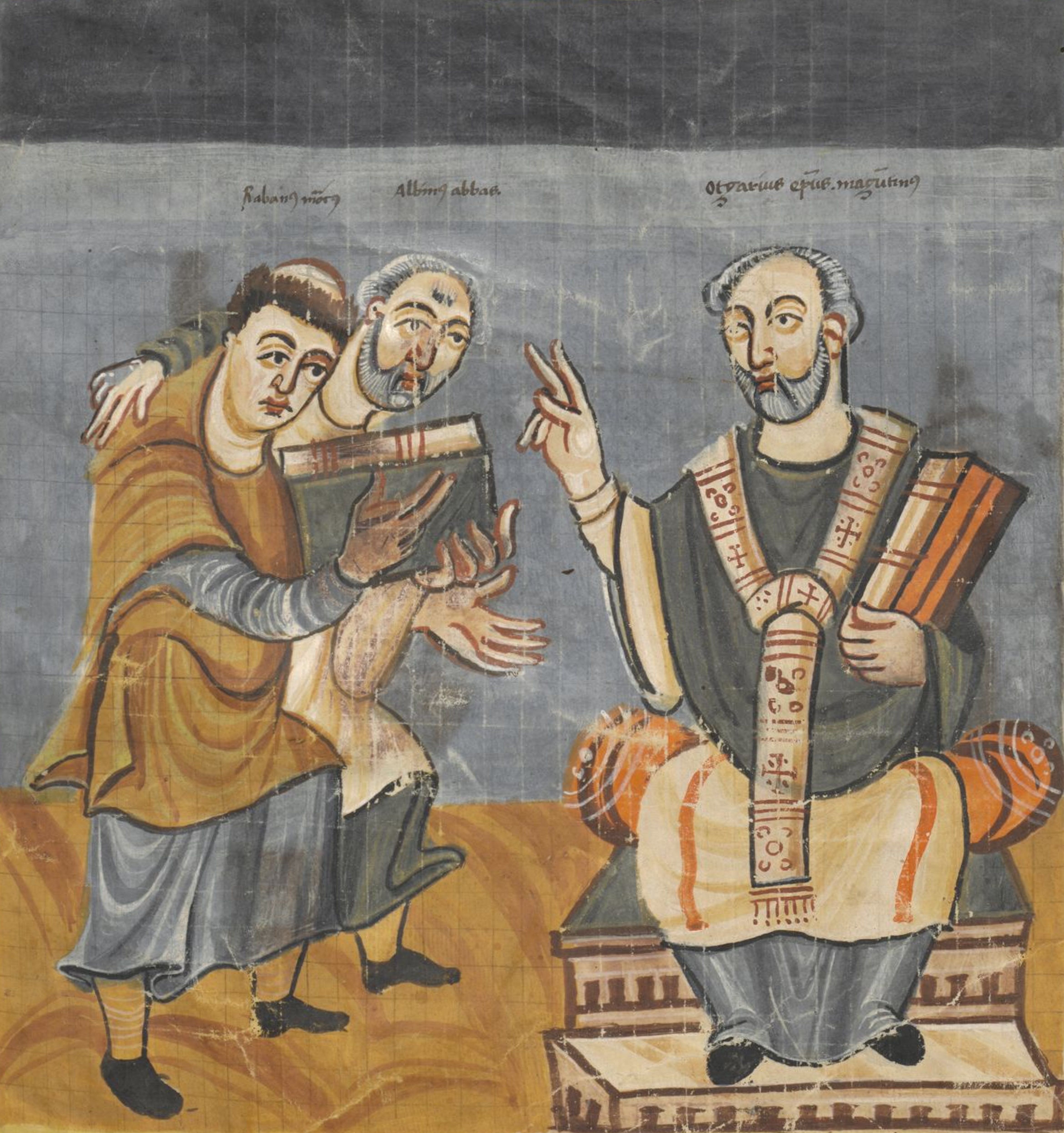
Rabanus Maurus (links) unterstützt von Alkuin (Mitte) übergibt sein Werk an Erzbischof Otgar von Mainz (rechts) – Darstellung aus manuscriptum Fuldense um 830

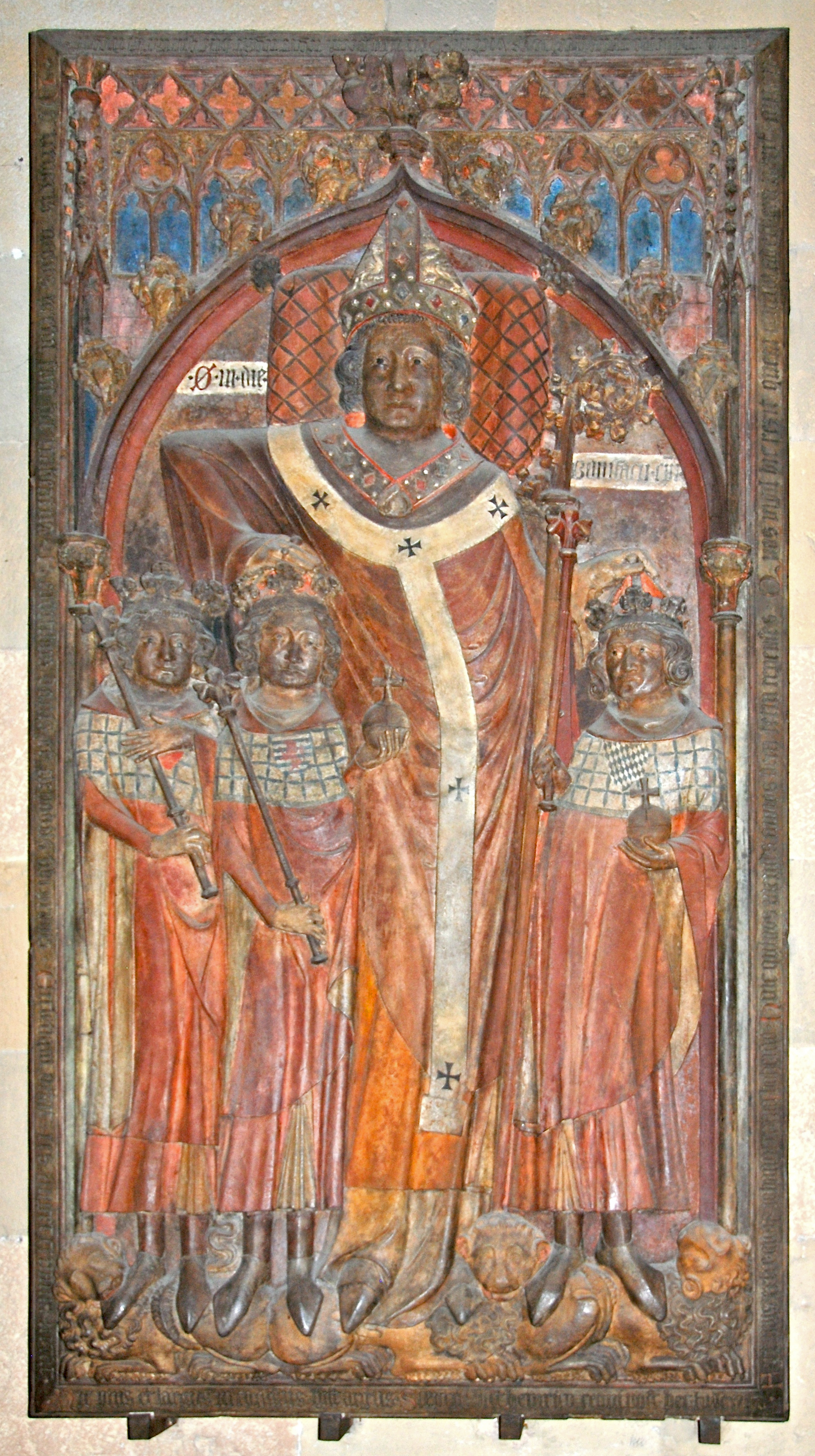
Erzbischof Peter von Aspelt, Grabmal im Dom zu Mainz. Der Kirchenfürst ist in voller Amtstracht dargestellt. Über dem damals noch glockenförmigen Messgewand, der Kasel, trägt er als Zeichen seiner erzbischöflichen Würde das kreuzgeschmückte weiße Pallium. Die drei Könige stellen die von ihm gekrönten Johann von Böhmen, Heinrich VII. und Ludwig den Bayern dar. Die Könige sind kleiner dargestellt, um den Erzbischof als Hauptperson herauszustellen. Die architektonische Umrahmung zeigt gotische Formen.

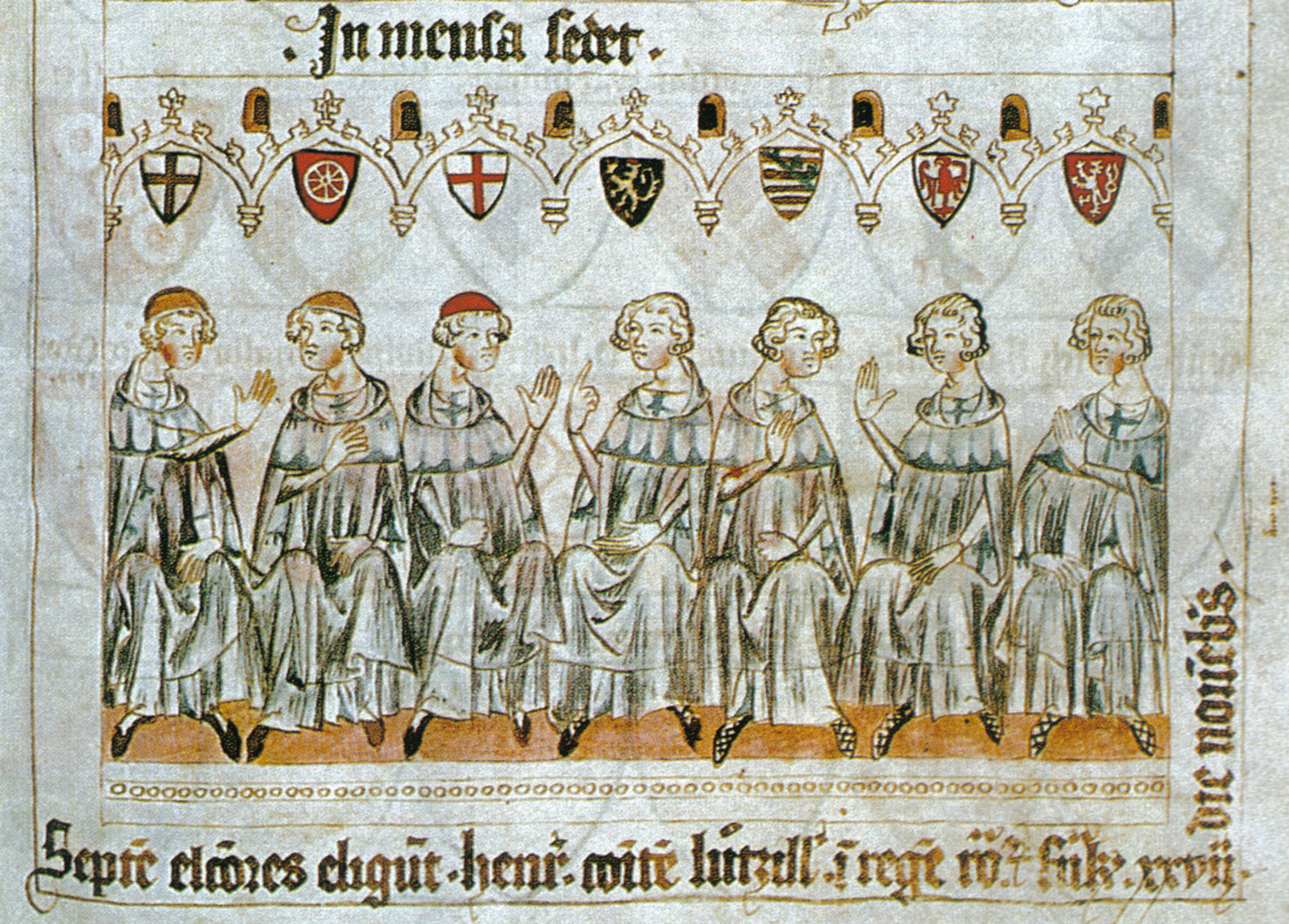
Die sieben Kurfürsten wählen Heinrich VII. zum König. Die Kurfürsten, durch die Wappen über ihren Köpfen kenntlich, sind, von links nach rechts, die Erzbischöfe von Köln, Mainz und Trier, der Pfalzgraf bei Rhein, der Herzog von Sachsen, der Markgraf von Brandenburg und der König von Böhmen.

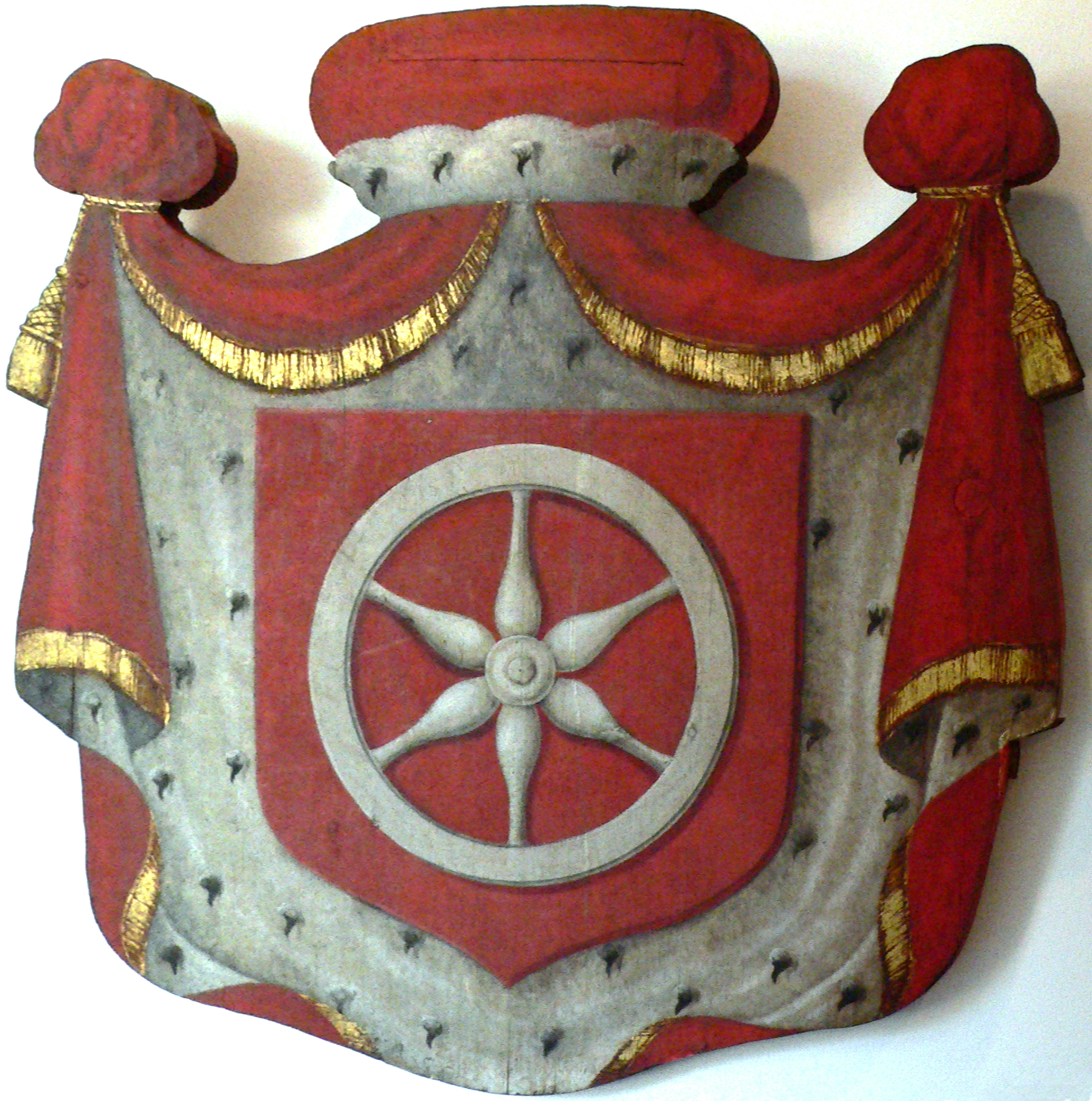
Kurmainzische Wappentafel aus der Mitte des 18. Jh. (Öl auf Holz)

Die folgende Liste gibt Auskunft über die Bischöfe beziehungsweise Erzbischöfe der Diözese Mainz während ihrer gesamten Geschichte. Die Erzbischöfe waren zugleich Landesherren des Erzstifts Mainz und Metropoliten der Kirchenprovinz Mainz sowie Primas Germaniae, sie waren Erzkanzler in Germanien und Kurfürsten des Heiligen Römischen Reichs sowie Vorsitzende des Kurfürstenkollegiums, wodurch sie ex officio die ranghöchsten geistlichen Reichsfürsten waren.

## Legendäre Bischöfe (80–350)
Die Bischofsliste, die mit dem angeblichen Apostelschüler Crescens beginnt, ist eine spätere Fälschung.
| Name           | von          | bis          |
| Crescens       | 80           | 103          |
| Marinus I.     | 103          | 109          |
| Crescentius    | 109          | 127          |
| Cyriacus       | 127          | 141          |
| Hilarius       | 141          | 161          |
| Martin I.      | 161          | 175          |
| Celsus         | 175          | 197          |
| Lucius         | 197          | 207          |
| Gotthard       | 207          | 222          |
| Sophron        | 222          | 230          |
| Heriger I.     | 230          | 234          |
| Ruther         | 234          | 254          |
| Avitus         | 254          | 276          |
| Ignatius       | 276          | 289          |
| Dionysius      | 289          | 309          |
| Ruprecht I.    | 309          | 321          |
| Adalhard       | 321          | 323 oder 325 |
| Lucius Annaeus | 325 oder 331 | 343 oder 350 |

## Bischöfe nach frühmittelalterlichen Bischofslisten (350–745)
Die Namen der frühesten Bischöfe der Mainzer Kirche liegen teilweise im Dunkeln. Obwohl spätestens 368 von einem Bischof von Mainz ausgegangen werden kann, sind Namen nur vereinzelt sicher überliefert, zudem liegen gleich zehn Bischofslisten vor. Die älteste Bischofsliste stammt aus den Fuldaer Totenannalen des 10. Jahrhunderts, die in einem Münchener Codex des 19. Jahrhunderts überliefert sind. Diese Liste beginnt mit Aureus. Im Codex Bernensis Nr. 378 wurde die Liste durch vier Namen erweitert. Der Codex stammt aus dem 10. Jahrhundert, wobei die Änderung bisweilen auch auf das 11. Jahrhundert datiert wird. Eine letztgültige Sicherheit über deren Authentizität ist aber nicht gegeben. Ohne jeden Nachweis ist das Wirken des angeblichen Paulusschülers Crescens als Bischof in Mainz, der daher mit Sicherheit als Legende anzusehen ist.
| Name                                                                                         | von        | bis      | Erläuterung |
| Crescens                                                                                     |            |          | Angeblicher Paulusschüler, erst im 12. Jahrhundert zur Liste hinzugefügt, um die Ursprünge der Mainzer Kirche zurückzudatieren (vgl. obige Liste „Legendäre Bischöfe“).               |
| Mar(t)inus                                                                                   | um 350     |          | unsicher überliefert, Existenz unwahrscheinlich |
| Suffronius (Sophronius)                                                                      | um 368 (?) |          | von H. W. Nopper für wahrscheinlich gehalten |
| Bothadus (Bodardus, Bathodus, Bathadus)                                                      |            |          | dem Namen nach nicht der römischen, sondern der fränkischen Zeit zuzuordnen |
| Ruthard (Ruthardus)                                                                          |            |          | ebenfalls der fränkischen Zeit zuzuordnen |
| Aureus                                                                                       | vor 406    | 436      | erster Bischof in der Liste aus den Fuldaer Totenannalen |
| Theonest (Theonestus)                                                                        |            |          | Der Name Theomast/Theonestus fehlt in den Bischofslisten, ist aber in anderen Quellen überliefert. Möglicherweise leitete er anstelle des 406 vertriebenen Aureus die Mainzer Kirche. |
| Maximus                                                                                      |            |          | letzter Bischof der römischen Zeit |
| Ab der Mitte des 5. Jahrhunderts Unterbrechung der Bischofsliste, möglicherweise Sedisvakanz |            |          | |
| Sidonius                                                                                     |            | 589      | Um 565 durch Venantius Fortunatus überliefert. |
| Sigimund (Sigimundus, fälschlicherweise auch Siegbert, Sigiberto)                            | 587/589    | 610      | |
| Leudegasius                                                                                  | 612        |          | In der Chronik des sog. Fredegar bezeugt. |
| Petilinus                                                                                    |            |          | Möglicherweise mit Bothadus identisch. Petilinus wäre danach eine Koseform von Bothadus                                                                                               |
| Lanwaldus                                                                                    | um 650     |          | |
| Laboaldus                                                                                    |            | nach 661 | Nach herrschender Meinung mit Riuthard/Ruthardus (s. o.) aus dem Codex Bernense identisch.                                                                                            |
| Rigibertus                                                                                   | 708        | 724      | |
| Geroldus                                                                                     | 724        | 743      | |
| Gewiliobus                                                                                   | 744        | 745      | |

## Erzbischöfe von Mainz (745–1803)
Der Erzbischof von Mainz war spätestens seit dem 13. Jahrhundert einer der Kurfürsten im Heiligen Römischen Reich mit territorialer Gewalt im zugehörigen Erzstift Mainz. Zusätzlich ist eine Spalte für Wappenbild und Blasonierung eingefügt, da es seit dem Spätmittelalter Wappenschilde gab und hier die Herkunft des Mainzer Rades liegt. Die folgenden Personen waren Erzbischöfe von Mainz:
| Bild | Name                                                             | von                           | bis                           | Blasonierung | Wappen |
|      | Bonifatius (persönlicher Erzbischofs-Titel)                      | 745                           | 754                           | — | —      |
|      | Lullus (Lul) (erster Erzbischof des neu geschaffenen Erzbistums) | 755                           | 786                           | — | —      |
|      | Richulf                                                          | 787                           | 813                           | — | —      |
|      | Haistulph                                                        | 813                           | 825                           | — | —      |
|      | Otgar                                                            | 826                           | 847                           | — | —      |
|      | Rabanus Maurus                                                   | 847                           | 856                           | — | —      |
|      | Karl von Aquitanien (Karolinger)                                 | 856                           | 863                           | — | —      |
|      | Liutbert (Erzkanzler)                                            | 863                           | 889                           | — | —      |
|      | Sunderold                                                        | 889                           | 891                           | — | —      |
|      | Hatto I.                                                         | 891                           | 913                           | — | —      |
|      | Heriger                                                          | 913                           | 927                           | — | —      |
|      | Hildebert                                                        | 927                           | 937                           | — | —      |
|      | Friedrich                                                        | 937                           | 954                           | — | —      |
|      | Wilhelm (Liudolfinger)                                           | 954                           | 968                           | — | —      |
|      | Hatto II.                                                        | 968                           | 970                           | — | —      |
|      | Ruprecht                                                         | 970                           | 975                           | — | —      |
|      | Willigis                                                         | 975                           | 1011                          | Der Sage nach erste Erwähnung eines Rades. Wappen gab es aber erst Mitte des 13. Jahrhunderts. |        |
|      | Erkanbald                                                        | 1011                          | 1021                          | — | —      |
|      | Aribo                                                            | 1021                          | 1031                          | — | —      |
|      | Bardo                                                            | 1031                          | 1051                          | — | —      |
|      | Luitpold I.                                                      | 1051                          | 1059                          | — | —      |
|      | Siegfried I.                                                     | 1060                          | 1084                          | — | —      |
|      | Wezilo                                                           | 1084                          | 1088                          | — | —      |
|      | Ruthard                                                          | 1088                          | 1109                          | — | —      |
|      | Adalbert I. von Saarbrücken (Saargaugrafen)                      | 1111                          | 1137                          | — | —      |
|      | Adalbert II. von Saarbrücken (Saargaugrafen)                     | 1138                          | 1141                          | — | —      |
|      | Markolf                                                          | 1141                          | 1142                          | — | —      |
|      | Heinrich I. von Mainz                                            | 1142                          | 1153                          | — | —      |
|      | Arnold von Selenhofen                                            | 1153                          | 1160                          | — | —      |
|      | Rudolf von Zähringen                                             | 1160                          |                               | — | —      |
|      | Christian I. von Buch                                            | 1160                          | 1161                          | — | —      |
|      | Konrad I. von Wittelsbach                                        | 1161                          | 1165                          | — | —      |
|      | Christian I. von Buch                                            | 1165                          | 1183                          | — | —      |
|      | Konrad I. von Wittelsbach (seit 1166 Kardinal)                   | 1183                          | 1200                          | — | —      |
|      | Leopold II. von Schönfeld (Schisma bis 1208)                     | 1200                          | 1208                          | — | —      |
|      | Siegfried II. von Eppstein (Schisma bis 1208)                    | 1200                          | 1230                          | — | —      |
|      | Siegfried III. von Eppstein                                      | 1230                          | 1249                          | Doppelrad auf Münzen | —      |
|      | Christian II. von Weisenau                                       | 1249                          | 1251                          | |        |
|      | Gerhard I. von Dhaun                                             | 1251                          | 1259                          | |        |
|      | Werner von Eppstein                                              | 1259                          | 1284                          | |        |
|      | Heinrich II. von Isny                                            | 1286                          | 1288                          | Im Landfriedenssiegel (Pax Thuringiae) ist ein achtspeichiges Rad enthalten. | —      |
|      | Gerhard II. von Eppstein                                         | 1288                          | 1305                          | |        |
|      | Peter von Aspelt                                                 | 1306                          | 1320                          | — |        |
|      | Matthias von Buchegg                                             | 1321                          | 1328                          | in Gold pfahlweise drei rote Rosen (Wappen der Grafen von Buchegg) |        |
|      | Balduin von Luxemburg (Administrator)                            | 1328                          | 1337                          | gespalten, vorn das Mainzer Rad und hinten in Silber und Blau 5-mal geteilt, darauf ein roter goldgekrönter Löwe. |        |
|      | Heinrich III. von Virneburg                                      | 1328                          | 1346/1353 (1346–1353 Schisma) | gespalten in Rot und Gold, vorn das Mainzer Rad und hinten vier über drei roten Wecken |        |
|      | Gerlach von Nassau                                               | 1346/1353 (1346–1353 Schisma) | 1371                          | gespalten in rot und Blau, vorn das Mainzer Rad und hinten ein goldener Löwe |        |
|      | Johann von Luxemburg-Ligny                                       | 1371                          | 1373                          | geviert, 1 und 4 das Mainzer Rad und in 2 und 3 in Silber ein roter gekrönter Löwe |        |
|      | Ludwig von Meißen                                                | 1374                          | 1381                          | geviert, 1 und 4 das Mainzer Rad und in 2 und 3 in Gold ein rotbewehrter schwarzer Löwe |        |
|      | Adolf I. von Nassau                                              | 1381                          | 1390                          | geviert, 1 und 4 das Mainzer Rad und in 2 und 3 in Blau ein goldener rotgekrönter und rotbewehrter Löwe von goldenen Schindeln begleitet |        |
|      | Konrad II. von Weinsberg                                         | 1390                          | 1396                          | geviert, 1 und 4 das Mainzer Rad und in 2 und 3 in Rot zwei über eins gestellte silberne Schildlein |        |
|      | Gottfried von Leiningen                                          | 1396                          | 1397                          | |        |
|      | Johann II. von Nassau                                            | 1397                          | 1419                          | geviert, 1 und 4 das Mainzer Rad und in 2 und 3 in Blau ein goldener rotgekrönter und rotbewehrter Löwe von goldenen Schindeln begleitet |        |
|      | Konrad III. von Dhaun                                            | 1419                          | 1434                          | geviert, 1 und 4 das Mainzer Rad und in 2 und 3 ebenfalls geviert in Schwarz mit silbernen Löwen und Silber mit roten Löwen |        |
|      | Dietrich Schenk von Erbach                                       | 1434                          | 1459                          | geviert, 1 und 4 das Mainzer Rad und in 2 und 3 je in verwechselten Farben in geteilten Rot und Silber zwei silberne Sterne über einen roten Stern |        |
|      | Diether von Isenburg                                             | 1459                          | 1461                          | geviert, 1 und 4 das Mainzer Rad und in 2 und 3 in Silber zwei schwarze Balken |        |
|      | Adolf II. von Nassau                                             | 1461                          | 1475                          | geviert, 1 und 4 das Mainzer Rad und in 2 und 3 in Blau ein goldener rotgekrönter und rotbewehrter Löwe von goldenen Schindeln begleitet |        |
|      | Diether von Isenburg                                             | 1475                          | 1482                          | geviert, 1 und 4 das Mainzer Rad und in 2 und 3 in Silber zwei schwarze Balken |        |
|      | Adalbert III. von Sachsen (Administrator)                        | 1482                          | 1484                          | geviert, 1 und 4 das Mainzer Rad und in 2 und 3 der Sachsenschild mit Rautenkranz |        |
|      | Berthold von Henneberg                                           | 1484                          | 1504                          | geviert, 1 und 4 das Mainzer Rad und in 2 und 3 ebenfalls geviert in Rot mit silbernen goldgezinntem Turm und Gold mit schwarzer Henne auf einem schwarzen Berg |        |
|      | Jakob von Liebenstein                                            | 1504                          | 1508                          | geviert, 1 und 4 das Mainzer Rad und in 2 und 3 in Silber zwei schwarze Balken |        |
|      | Uriel von Gemmingen                                              | 1508                          | 1514                          | geviert, 1 und 4 das Mainzer Rad und in 2 und 3 in Blau zwei goldene Balken |        |
|      | Albrecht von Brandenburg (ab 1518 Kardinal)                      | 1514                          | 1545                          | Kleines Wappen: geviert, 1 und 4 das Mainzer Rad und in 2 und 3 in Silber ein rot-goldener Adler mit Kleestängel auf der Brust Großes Wappen: siehe Albrecht von Brandenburg#Wappen |        |
|      | Sebastian von Heusenstamm                                        | 1545                          | 1555                          | geviert, 1 und 4 das Mainzer Rad und in 2 und 3 in Silber drei rote Spitzen aus dem Schildfuß |        |
|      | Daniel Brendel von Homburg                                       | 1555                          | 1582                          | geviert, 1 und 4 das Mainzer Rad und in 2 und 3 in Gold einen 3 fach gezackten roten Balken |        |
|      | Wolfgang von Dalberg                                             | 1582                          | 1601                          | geviert, 1 und 4 das Mainzer Rad und in 2 und 3 in Gold und Blau geteilt und mit silbernen Lilien in (3:2:1) |        |
|      | Johann Adam von Bicken                                           | 1601                          | 1604                          | geviert, 1 und 4 das Mainzer Rad und in 2 und 3 in Schwarz zwei silberne Balken |        |
|      | Johann Schweikhard von Cronberg                                  | 1604                          | 1626                          | geviert, Feld 1 und 4 das Mainzer Rad und in Feld 2 und 3 ebenfalls geviert das Stammwappen der Herren von Cronberg (Feld 1: In Rot eine goldene Krone, Feld 2 und 3: In Silber vier (2:2) blaue Eisenhütlein, Feld 4: Rot). |        |
|      | Georg Friedrich von Greiffenclau                                 | 1626                          | 1629                          | geviert, 1 und 4 das Mainzer Rad und in 2 und 3 in Schwarz ein schräggelegter silberner Schlüssel, dessen Bart nach rechts zeigt und von (4:4) goldenen Kreuzen (Hochstift Worms) begleitet wird, überdeckt wird alles von einem gevierten Mittelschild. Dieses zeigt im Silber und Blau geteiltem Feld das Stammwappen der Familie Greiffenclau zu Vollraths, ein goldenes Glevenrad (ein außen sternförmig mit acht goldenen Lilienzeptern besteckter silberner Ring) im silbern-blau geteiltem Feld. Das vermehrte Wappen zeigt zusätzlich den silbernen Schräglinksbalken in schwarzem Feld der Herrschaft Ippelbrunn. |        |
|      | Anselm Casimir Wambolt von Umstadt                               | 1629                          | 1647                          | geviert, 1 und 4 das Mainzer Rad und in 2 und 3 in Schwarz fünf aufrechte silberne Spitzen (3:2) gestellt |        |
|      | Johann Philipp von Schönborn                                     | 1647                          | 1673                          | einmal geteilt und zweimal gespalten zeigt das vordere obere Feld in Rot einen drei silberne Spitzen, darunter in Schwarz einen silbernen Schlüssel schräggelegt und von (4:4) goldenen Kreuzen (Hochstift Worms) begleitet, im geteilten Pfahl je ein Mainzer Rad und das fünfte Feld wie das 2. Das Mittelfeld zeigt in Rot einen laufenden goldenen Löwen über drei silbernen Spitzen. Im 6. Feld in Blau eine Knechtsfahne schräglinks in rot-silber geviert. |        |
|      | Lothar Friedrich von Metternich-Burscheid                        | 1673                          | 1675                          | einmal geteilt und zweimal gespalten zeigt das vordere obere Feld und im 6. Feld in Schwarz einen silbernen Schlüssel schräglinksgelegt und (4:4) goldenen Kreuzen (Hochstift Worms) begleitet, Das zweite Feld zeigt in Rot eine silberne zweitürmige Burg, im geteilten Pfahl je ein Mainzer Rad und das fünfte Feld in Blau ein silbernes Kreuz. Das Mittelfeld zeigt in Silber drei silbernen Muscheln (2:1) gestellt |        |
|      | Damian Hartard von der Leyen                                     | 1675                          | 1678                          | geviert, 1 und 4 das Mainzer Rad und in 2 und 3 in Schwarz einen silbernen Schlüssel schräglinksgelegt und von (4:4) goldenen Kreuzen (Hochstift Worms) begleitet, das Mittelschild ist blau mit silbernem Pfahl. |        |
|      | Karl Heinrich von Metternich-Winneburg                           | 1679                          | 1679                          | geviert, 1 und 4 das Mainzer Rad und in 2 und 3 in Schwarz einen silbernen Schlüssel schräglinksgelegt und von (4:4) goldenen Kreuzen (Schindeln) (Hochstift – Bistum Worms) begleitet, das Mittelschild ist geviert und zeigt in Rot für das Feld 1 und 4 einen Zickzackbalken in schrägrechts und in 2 und 4 drei goldene Hifthörner (2:1) in Rot und ist mit einem Herzschild belegt. Das Herzschild zeigt in Silber drei silbernen Muscheln (2:1) gestellt. |        |
|      | Anselm Franz von Ingelheim                                       | 1679                          | 1695                          | geviert, 1 und 4 das Mainzer Rad und in 2 und 3 in Schwarz ein zweireihiges gold-rot geschachtes gemeines Kreuz |        |
|      | Lothar Franz von Schönborn                                       | 1695                          | 1729                          | einmal geteilt und zweimal gespalten zeigt das vordere obere und sechste Feld in Gold einen schwarzen Löwen der mit einem silbernen Schrägbalken belegt ist, darunter in Blau silberne Rauten 2:1 gestellt, die ein silberner Balken trennt, im geteilten Pfahl je ein Mainzer Rad und im fünften roten Feld sind als Dreipass drei Schildlein angeordnet. Das Mittelfeld zeigt in Rot einen laufenden goldenen Löwen über drei silbernen Spitzen. |        |
|      | Franz Ludwig von Pfalz-Neuburg                                   | 1729                          | 1732                          | Neben den anderen Elementen ist auf einem Mittelschild in Gold ein schwarzer Adler silbern bewehrt und mit einem Herzschild, welches das Mainzer Rad zeigt belegt. |        |
|      | Philipp Karl von Eltz                                            | 1732                          | 1743                          | geviert, 1 und 4 das Mainzer Rad und in 2 und 3 in Rot und Silber geteilt ein goldener emporwachsender zur Schildmitte blickender Löwe im roten Feld |        |
|      | Johann Friedrich Karl von Ostein                                 | 1743                          | 1763                          | geviert, 1 und 4 das Mainzer Rad und in 2 und 3 in Schwarz ein schräggelegter silberner Schlüssel, dessen Bart nach rechts zeigt und von goldenen Kreuzen (Schindeln) (Hochstift – Bistum Worms) begleitet wird, überdeckt wird alles von einem blauen Mittelschild mit einer springenden Bracke mit Halsband. |        |
|      | Emmerich Joseph von Breidbach zu Bürresheim                      | 1763                          | 1774                          | geviert, 1 und 4 das Mainzer Rad und in 2 und 3 in Schwarz ein schräggelegter silberner Schlüssel, dessen Bart nach rechts zeigt und von goldenen Kreuzen (Schindeln) (Hochstift – Bistum Worms) begleitet wird, überdeckt wird alles von einem silbernen Mittelschild mit einem roten Wyvern |        |
|      | Friedrich Karl Joseph von Erthal                                 | 1774                          | 1802                          | geviert, 1 und 4 das Mainzer Rad und in 2 und 3 in Schwarz ein schräggelegter silberner Schlüssel, dessen Bart nach rechts zeigt und von goldenen Kreuzen (Schindeln) begleitet (Hochstift – Bistum Worms) begleitet wird, überdeckt wird alles von einem goldenen Mittelschild mit einem schwarzen silberbewehrten Adler auf dem ein geviertes Herzschild liegt und im roten Feld zwei silberne Balken zeigt, während das andere blaue Feld ledig ist. Unter dem Mittelschild ist ein schmalsilbergebordetes schwarzes Kreuz mit einem goldenen Gleven gelegt |        |
|      | Karl Theodor von Dalberg (nur rechtsrheinisch)                   | 1802                          | 1803                          | Der Schild ist geteilt und gespalten und zeigt in Feld 1 und 4, auf rotem Grund ein silbernes, sechsspeichiges Rad, das Mainzer Rad (Erzstift Mainz), Feld 2, in Schwarz ein schräg aufwärts gerichteten silbernen Schlüssel, dessen Bart nach rechts zeigt und von goldenen Kreuzen (Schindeln) begleitet (Hochstift – Bistum Worms), Feld 3 zweigeteilt zeigt oben auf silbernem Grund ein rotes Kreuz, (Hochstift Konstanz), darunter im gleichen Motiv (Reichsabtei Reichenau), unten auf goldenem Grund zwei aus Wolken ragende Arme, die einen silbernen Schlüssel mit Doppelbart halten (Propstei Öhningen). Das Herzschild zeigt das Wappen der Kämmerer von Worms, genannt Dalberg. geviert, in Feld 1 und 4 unter einem mit drei Spitzen abgeteilten goldenen Schildhaupt auf blauem Grund 6 silberne Lilien (3:2:1) gestellt (Kämmerer von Worms), Feld 2 und 3 auf goldenem Grund ein schwarzes Ankerkreuz (Dalberg (jüngerer Zweig) |        |

## Bischöfe von Mainz seit 1802
Die Mainzer Bischöfe sind:
| Bild | Name | von  | bis  | Blasonierung | Wappen |
|      | Joseph Ludwig Colmar                                                                                         | 1802 | 1818 | Wappen zeigt kein Mainzer Rad – Es gibt mehrere Varianten, geviert, Feld 1 auf goldenem Grund schwarzer Bienenkorb-(Arche) auf dem eine blaue Taube sitzt, die einen grünen Zweig im Schnabel hält, Feld 2 auf rotem Grund, ein schwebendes gleicharmiges goldenes Kreuz (napoleonischen Bischof-Barone), Feld 3 auf rotem Grund, ein silberner Pilgermantel-(Schild), mit drei (2,1) blauen Pilgermuscheln belegt, Feld 4 auf goldenem Grund, schwarzer dreispitziger Felsen, die mittlere Spitze mit einer silbernen, rot brennenden Fackel besteckt |        |
|      | Joseph Vitus Burg                                                                                            | 1830 | 1833 | geviert, 1 und 4 das Mainzer Rad und in 2 und 3 in Schwarz einen silbernen Turm |        |
|      | Johann Jakob Humann                                                                                          | 1833 | 1834 | geviert, 1 und 4 das Mainzer Rad und in 2 in Silber ein roter wachsender behüteter Jüngling eine Ähre haltend und 3 in Blau einen wachsenden silbernen Löwen |        |
|      | Peter Leopold Kaiser                                                                                         | 1834 | 1848 | geviert, 1 und 4 das Mainzer Rad und in 2 und 3 in Blau die goldene Kaiserkrone |        |
|      | Sedisvakanz Leopold Schmid wurde zwar vom Domkapitel als Bischof gewählt, aber von Papst Pius IX. abgelehnt. | 1848 | 1850 | |        |
|      | Wilhelm Emmanuel von Ketteler                                                                                | 1850 | 1877 | geviert, 1 und 4 das Mainzer Rad und in 2 und 3 in Silber ein roter Kesselhaken |        |
|      | Sedisvakanz (Kulturkampf) Christoph Moufang (Kapitularvikar)                                                 | 1877 | 1886 | |        |
|      | Paul Leopold Haffner                                                                                         | 1886 | 1899 | geviert, 1 und 4 im Rot drei goldene Kannen und in 2 und 3 in Schwarz ein goldener Löwe ein Kreuz haltend und zur Schildmitte blickend, auf dem Mittelschild das Mainzer Rad |        |
|      | Heinrich Brück                                                                                               | 1899 | 1903 | geviert, 1 und 4 das Mainzer Rad und in 2 und 3 in Silber ein schwarzes Kreuz |        |
|      | Georg Heinrich Maria Kirstein                                                                                | 1904 | 1921 | geviert, 1 und 4 das Mainzer Rad und in 2 zeigt blau die hl. Maria mit Mandorla und 3 in Blau eine nach links gewendete silberne flugbereite Taube mit einem Zweig im Schnabel |        |
|      | Ludwig Maria Hugo                                                                                            | 1921 | 1935 | Über einem schwarzen Schildfuß auf dem ein Schild mit dem Mainzer Rad ruht, steht im blauen Feld der Mainzer Dom und hinten geht ein goldener Stern auf |        |
|      | Albert Stohr                                                                                                 | 1935 | 1961 | geviert, 1 und 4 das Mainzer Rad und in 2 und 3 in Schwarz ein schräggelegter silberner Schlüssel, dessen Bart nach rechts zeigt und von silbernen Kreuzen begleitet wird, im aufgelegten silber-schwarz gespaltenen Mittelschild zeigt vorn eine schwarze Feder und hinten ein silbernes Schwert mit der Klinge zum oberen Schildrand gerichtet. |        |
|      | Hermann Volk (seit 1973 Kardinal)                                                                            | 1962 | 1982 | geviert, 1 und 4 das Mainzer Rad und in 2 und 3 in Schwarz ein schräggelegter silberner Schlüssel, dessen Bart nach rechts zeigt und von silbernen Kreuzen begleitet wird, im aufgelegten blauen Mittelschild ein silberner Turm mit zwei Erkertürmen |        |
|      | Karl Lehmann (seit 2001 Kardinal)                                                                            | 1983 | 2016 | geteilt und oben gespalten, oben vorn das Mainzer Rad und hinten in Schwarz ein silberner schräggelegter Schlüssel mit dem Bart nach rechts, begleitet von sechs silbernen Kreuzchen. Im unteren goldenen Schild die aufgeschlagene rote Bibel mit den griechischen Buchstaben A und O |        |
|      | Peter Kohlgraf                                                                                               | 2017 |      | geteilt und oben gespalten, oben vorn das Mainzer Rad und hinten in Schwarz ein silberner schräggelegter Schlüssel mit dem Bart nach rechts, begleitet von sechs silbernen Kreuzchen. Im unteren silbernen Schild drei blaue Wellenlinien, die einen Fluss symbolisieren sollen. (Darin stecken verschiedene Gedanken. Der Fluss verbindet Mainz und Worms mit Kohlgrafs Heimatstadt Köln und seiner langen Wirkungsstätte Bonn. Darüber hinaus ist der Fluss ein biblisches Bild. Wer auf Gott vertraut, ist wie ein Baum, der am Wasser gepflanzt ist, und der reiche Frucht bringt (Ps 1). Im Buch Ezechiel überliefert der Prophet eine Vision, in der er Wasser aus dem Tempel fließen sieht. Überall dort, wo der Fluss hinströmt, kann Leben wachsen (Ez 47). Das ist eine Beschreibung von Kohlgrafs Vision für den Auftrag der Kirche in dieser Welt.) |        |